# 嘉永
嘉永（、旧仮名遣: かゑい）は、日本の元号の一つ。弘化の後、安政の前。1848年から1855年までの期間を指す。孝明天皇の即位に伴い定められた（代始改元）。江戸幕府将軍は徳川家慶、徳川家定。

## 改元
- 弘化5年2月28日（グレゴリオ暦1848年4月1日）: 孝明天皇の代始のため改元
- 嘉永7年11月27日（グレゴリオ暦1855年1月15日[1]）: 安政に改元[2]

朝廷は「万延」・「明治」などを含めた7つの案のうち、最終的に「天久」と「嘉永」の2案に絞り、朝廷の内意は「天久」であると幕府に伝えた。だが、幕府は「嘉永」を推して譲らず、最終的に朝廷もこれに従った。

## 嘉永年間の出来事
- 嘉永元年（1848年）: フランスやドイツなどヨーロッパ諸国で諸国民の春（1848年革命)と呼ばれる自由主義・国民主義運動、連続的な革命が広まった[4]。
- 嘉永6年（1853年）
  - 2月2日（3月11日）: 小田原地震。小田原城大破、小田原で大被害。
  - 6月3日（7月8日）: アメリカの東インド艦隊ペリー提督が4隻の黒船を率いて浦賀沖に到着する。
  - 7月18日（8月22日）: ロシアの大使のエフィム・プチャーチンが開国通商を求めて長崎に来航する。
  - 江戸幕府（老中首座阿部正弘）、朝廷を始め外様大名や市井を含む諸侯有司に対しペリーの開国通商要求に対する対応策を下問。
  - 江戸幕府が英語と西洋米国情報と造船技術や操船技能や測量方法の生の知識を得るため、中濱萬次郎（ジョン万次郎）を招聘して直参旗本の身分を与え、江川英龍の配下とし、軍艦教授所教授に任命する。
  - ペリー来航を期に品川に砲台を築く工事を開始、翌年に完成。お台場と呼ばれる。
- 嘉永7年（1854年）
  - 1月24日（2月21日）: 一朱銀を通用開始。お台場銀とも呼ばれる。
  - 3月3日（3月31日）: 日米和親条約締結。
  - 4月6日 : 京都大火（御所焼け）。
  - 6月15日（7月9日）: 伊賀上野地震（安政伊賀地震）。
  - 11月4日（12月23日）: 安政東海地震（東南海地震含む）。
  - 11月5日（12月24日）: 安政南海地震。東海地震の32時間後に発生。（※安政伊賀地震、安政東海地震、安政南海地震は嘉永期の地震で本来「嘉永の大地震」であるが[5]、これらの地震や黒船来航、内裏炎上などの災異が多発したことにより同年中に安政へ改元されたため、嘉永7年を安政元年と解釈し「安政」を冠して呼ばれる[6])。
  - 11月7日（12月26日）: 豊予海峡地震。

### 誕生
- 嘉永2年（1849年）: 西園寺公望（第2代立憲政友会総裁、第12・14代内閣総理大臣）
- 嘉永3年（1850年）: 清浦奎吾 （枢密院議長、第23代内閣総理大臣）
- 嘉永5年（1852年）: 寺内正毅（第18代内閣総理大臣）、明治天皇（第122代天皇）、山本権兵衛（第16・22代内閣総理大臣）
- 嘉永7年（1854年）: 高橋是清（第4代立憲政友会総裁、第20代内閣総理大臣）

### 死去
- 嘉永元年（1848年）: 土生玄碩（享年86）、八重崎検校
- 嘉永2年（1849年）: 葛飾北斎（享年89）
- 嘉永3年（1850年）: 高野長英（享年46）、国定忠治（享年41）
- 嘉永4年（1851年）: 水野忠邦（享年57）
- 嘉永6年（1853年）: 徳川家慶（享年60）
- 嘉永7年（1854年）: 永樂保全（享年60）

## 西暦との対照表
※は小の月を示す。¶は改元月を示す。
| 嘉永元年（戊申） | 一月※     | 二月¶ | 三月※   | 四月※ | 五月    | 六月※ | 七月  | 八月※   | 九月  | 十月  | 十一月  | 十二月※  |           |
| ---------------- | --------- | ----- | ------- | ----- | ------- | ----- | ----- | ------- | ----- | ----- | ------- | -------- | --------- |
| グレゴリオ暦     | 1848/2/5  | 3/5   | 4/4     | 5/3   | 6/1     | 7/1   | 7/30  | 8/29    | 9/27  | 10/27 | 11/26   | 12/26    |           |
| ユリウス暦       | 1848/1/24 | 2/22  | 3/23    | 4/21  | 5/20    | 6/19  | 7/18  | 8/17    | 9/15  | 10/15 | 11/14   | 12/14    |           |
| 嘉永二年（己酉） | 一月      | 二月※ | 三月    | 四月※ | 閏四月※ | 五月  | 六月※ | 七月    | 八月※ | 九月  | 十月    | 十一月※  | 十二月    |
| グレゴリオ暦     | 1849/1/24 | 2/23  | 3/24    | 4/23  | 5/22    | 6/20  | 7/20  | 8/18    | 9/17  | 10/16 | 11/15   | 12/15    | 1850/1/13 |
| ユリウス暦       | 1849/1/12 | 2/11  | 3/12    | 4/11  | 5/10    | 6/8   | 7/8   | 8/6     | 9/5   | 10/4  | 11/3    | 12/3     | 1850/1/1  |
| 嘉永三年（庚戌） | 一月      | 二月※ | 三月    | 四月※ | 五月※   | 六月  | 七月※ | 八月    | 九月※ | 十月  | 十一月※ | 十二月   |           |
| グレゴリオ暦     | 1850/2/12 | 3/14  | 4/12    | 5/12  | 6/10    | 7/9   | 8/8   | 9/6     | 10/6  | 11/4  | 12/4    | 1851/1/2 |           |
| ユリウス暦       | 1850/1/31 | 3/2   | 3/31    | 4/30  | 5/29    | 6/27  | 7/27  | 8/25    | 9/24  | 10/23 | 11/22   | 12/21    |           |
| 嘉永四年（辛亥） | 一月      | 二月  | 三月※   | 四月  | 五月※   | 六月※ | 七月  | 八月※   | 九月  | 十月※ | 十一月  | 十二月※  |           |
| グレゴリオ暦     | 1851/2/1  | 3/3   | 4/2     | 5/1   | 5/31    | 6/29  | 7/28  | 8/27    | 9/25  | 10/25 | 11/23   | 12/23    |           |
| ユリウス暦       | 1851/1/20 | 2/19  | 3/21    | 4/19  | 5/19    | 6/17  | 7/16  | 8/15    | 9/13  | 10/13 | 11/11   | 12/11    |           |
| 嘉永五年（壬子） | 一月      | 二月  | 閏二月※ | 三月  | 四月    | 五月※ | 六月※ | 七月    | 八月※ | 九月  | 十月※   | 十一月   | 十二月※   |
| グレゴリオ暦     | 1852/1/21 | 2/20  | 3/21    | 4/19  | 5/19    | 6/18  | 7/17  | 8/15    | 9/14  | 10/13 | 11/12   | 12/11    | 1853/1/10 |
| ユリウス暦       | 1852/1/9  | 2/8   | 3/9     | 4/7   | 5/7     | 6/6   | 7/5   | 8/3     | 9/2   | 10/1  | 10/31   | 11/29    | 12/29     |
| 嘉永六年（癸丑） | 一月      | 二月※ | 三月    | 四月  | 五月※   | 六月  | 七月※ | 八月    | 九月※ | 十月  | 十一月※ | 十二月   |           |
| グレゴリオ暦     | 1853/2/8  | 3/10  | 4/8     | 5/8   | 6/7     | 7/6   | 8/5   | 9/3     | 10/3  | 11/1  | 12/1    | 12/30    |           |
| ユリウス暦       | 1853/1/27 | 2/26  | 3/27    | 4/26  | 5/26    | 6/24  | 7/24  | 8/22    | 9/21  | 10/20 | 11/19   | 12/18    |           |
| 嘉永七年（甲寅） | 一月※     | 二月  | 三月※   | 四月  | 五月※   | 六月  | 七月  | 閏七月※ | 八月  | 九月※ | 十月    | 十一月※¶ | 十二月    |
| グレゴリオ暦     | 1854/1/29 | 2/27  | 3/29    | 4/27  | 5/27    | 6/25  | 7/25  | 8/24    | 9/22  | 10/22 | 11/20   | 12/20    | 1855/1/18 |
| ユリウス暦       | 1854/1/17 | 2/15  | 3/17    | 4/15  | 5/15    | 6/13  | 7/13  | 8/12    | 9/10  | 10/10 | 11/8    | 12/8     | 1855/1/6  |